# Хелбой 2: Златната армия
„Хелбой 2: Златната армия“ (на английски: Hellboy II: The Golden Army) е американски филм от 2008 г. на режисьора Гилермо дел Торо. Филмът е базиран на персонажа Хелбой, създаден от Майк Миньола, и е продължение на „Хелбой“ (2004).

## Актьорски състав
| Актьор        | Роля               |
| ------------- | ------------------ |
| Рон Пърлман   | Хелбой             |
| Селма Блеър   | Лиз Шърман         |
| Дъг Джоунс    | Ейб Сапиен         |
| Сет Макфарлън | Йохан Краус (глас) |
| Люк Гос       | принц Нуада        |
| Ана Уолтън    | принцеса Нуала     |
| Джефри Тамбор | Том Манинг         |

## Награди и номинации
| Награда                              | Категория                                    | Номиниран(и)                                 | Резултат  |
| ------------------------------------ | -------------------------------------------- | -------------------------------------------- | --------- |
| Награди на филмовата академия на САЩ | Най-добър грим                               | Най-добър грим                               | номинация |
| Награда „Хюго“                       | Най-добро сценично представяне (дълга форма) | Най-добро сценично представяне (дълга форма) | номинация |
| Сатурн                               | Най-добър хорър филм                         | Най-добър хорър филм                         | награда   |
| Сатурн                               | Най-добър грим                               | Най-добър грим                               | номинация |
| Сатурн                               | Най-добри специални ефекти                   | Най-добри специални ефекти                   | номинация |
| Емпайър                              | Най-добър научнофантастичен или фентъзи филм | Най-добър научнофантастичен или фентъзи филм | номинация |

## В България
В България филмът е излъчен през 2019 г. по bTV с български войсоувър дублаж на „Медия Линк“. Екипът се състои от:
| Озвучаващи артисти  | Даниела Йорданова Лина Златева Стефан Сърчаджиев – Съра Георги Стоянов Георги Георгиев-Гого |
| Преводач            | Пламен Узунов                                                                               |
| Тонрежисьор         | Емил Енев                                                                                   |
| Режисьор на дублажа | Михаела Минева                                                                              |